# Sebrat
Sebrat (izvirno srbsko Себрат) je naselje v Srbiji, ki upravno spada pod Občino Bujanovac; slednja pa je del Pčinjskega upravnega okraja.

## Demografija
V naselju, katerega izvirno (srbsko-cirilično) ime je Себрат, živi 81 polnoletnih prebivalcev, pri čemer je njihova povprečna starost 36,4 let (35,9 pri moških in 37,0 pri ženskah). Naselje ima 23 gospodinjstev, pri čemer je povprečno število članov na gospodinjstvo 4,57.
To naselje je, glede na rezultate popisa iz leta 2002, večinoma srbsko.
|  |

| Demografija | Demografija     | Demografija     |
| Leto        | Št. prebivalcev | Št. prebivalcev |
| ----------- | --------------- | --------------- |
|             |                 |                 |
|             |                 |                 |
|             |                 |                 |
|             |                 |                 |
| 1948        | 310             |                 |
| 1953        | 295             |                 |
| 1961        | 288             |                 |
| 1971        | 249             |                 |
| 1981        | 148             |                 |
| 1991        | 93              | 93              |
| 2002        | 105             | 105             |
|             |                 |                 |

| Etnična sestava po popisu iz leta 2002 | Etnična sestava po popisu iz leta 2002 | Etnična sestava po popisu iz leta 2002 | Etnična sestava po popisu iz leta 2002 | Etnična sestava po popisu iz leta 2002 |
| -------------------------------------- | -------------------------------------- | -------------------------------------- | -------------------------------------- | -------------------------------------- |
| Srbi                                   | Srbi                                   |                                        | 104                                    | 99,04%                                 |
| Neznano                                | Neznano                                |                                        | 1                                      | 0,95%                                  |